# Park Narodowy La Mauricie
Park Narodowy La Mauricie (fr. Parc national de la Mauricie, ang. La Mauricie National Park) – park narodowy położony w regionie Mauricie w prowincji Quebec w Kanadzie. Park został utworzony w 1970, na obszarze o powierzchni 536 km². Na terenie parku znajduje się 150 jezior oraz wiele stawów. Nazwa parku pochodzi od regionu Mauricie.

## Fauna
Na terenie Parku Narodowego La Mauricie występuje wiele dzikich gatunków, wśród których można wymienić: łosia, baribala, bobra kanadyjskiego, wydrę kanadyjską oraz nielicznie występujące żółwie.

## Wypoczynek
Teren parku jest popularnym miejscem dla uprawiania dyscyplin sportu takich jak: kajakarstwo górskie czy canoeing.